# ستيفن جي. ويبر
ستيفن جي. ويبر (بالإنجليزية: Stephen G. Weber)‏ هو عالم كيمياء حيوية أمريكي، ولد في القرن العشرين.